# رود کور (سرزمین خاباروفسک)
رود کور (روسی: Кур) یک رود در سرزمین خاباروفسک کشور روسیه است.